# Maurice Hochepied
Maurice Louis Hochepied (* 9. Oktober 1881 in Lille; † 22. März 1960 ebenda) war ein französischer Schwimmer und Wasserballspieler.

## Karriere
Hochepied nahm 1900 an den Olympischen Spielen in Paris teil. In den Individualdisziplinen über 200 m Freistil, 1000 m Freistil und 200 m Hindernis erreichte er jeweils das Finale. Im Mannschaftswettbewerb über 200 m gewann er mit den Schwimmern von Tritons Lilloise die Silbermedaille. Mit Tritons Lilloise nahm er auch am Wettbewerb im Wasserball teil. Hier verlor die Mannschaft in der ersten Runde gegen die späteren Olympiasieger vom Osborne Swimming Club aus Großbritannien.
Sein Bruder Victor Hochepied nahm ebenfalls an den Olympischen Spielen 1900 teil.